# Sint-Cyriacuskerk (Mendig)
De oude parochiekerk Sint-Cyriacus (Duits: Pfarrkirche St. Cyriakus) in Niedermendig, een stadsdeel van Mendig (Rijnland-Palts), is een romaanse kerk uit de 12e eeuw. Van 1852 tot 1857 werd aan de noordelijke kant van de oude parochiekerk een neogotische kerk naar de bouwplannen van Vincenz Statz aangebouwd, die aan de heiligen Cyriacus en Barbara werd gewijd. Tijdens de renovatie van de oude kerk werden in de jaren 1886-1888 middeleeuwse muurschilderingen ontdekt, die vanaf 1897 werden blootgelegd.

## Geschiedenis
Op basis van stilistisch vergelijk met andere kerken en jaarringenonderzoek van de houten balken van het dakgestoelte wordt het ontstaan van de Cyriacuskerk op circa 1180 gedateerd. In het middenschip zijn nog elf romaanse spanten van eikenhout bewaard gebleven, die tussen 1175 en 1195 geslagen werden. Een andere balk in het westelijke deel van de kerk stamt uit de periode tussen 1166 en 1186, de tijd dat de westelijke toren werd opgericht waarvan de eerste twee verdiepingen in 1216 waren voltooid. Een eerste schriftelijke vermelding van de kerk en de parochie wordt overgeleverd uit het jaar 1215. De toren werd in 1474 met de bovenste verdiepingen verhoogd, waarvan een inschrift aan de buitenmuur getuigt, en met een spits afgesloten.  In de tweede helft van de 15e eeuw werd een gotische kapel aan het koor aangebouwd.
De kerk leed zwaar onder de Dertigjarige Oorlog en in 1620 brandde de toren af. Tot 1802 was de Cyriacuskerk een eigenkerk van het Trierse domkapittel, die de kerk onderhield en de inkomsten incasseerde.

## Architectuur

### Exterieur

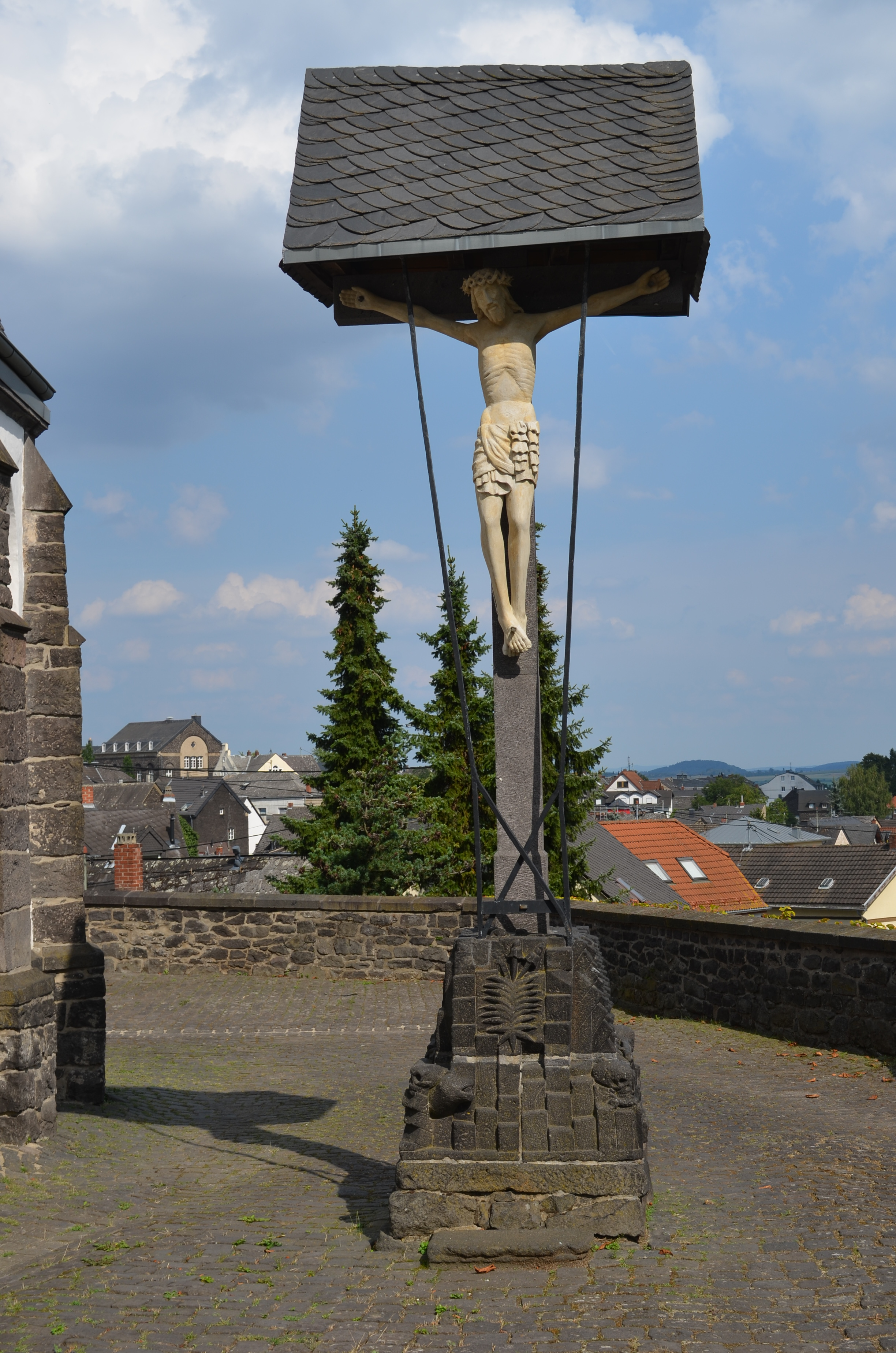
Boetekruis 16e eeuw (kruis is van tufsteen, de sokkel is van basaltlava).

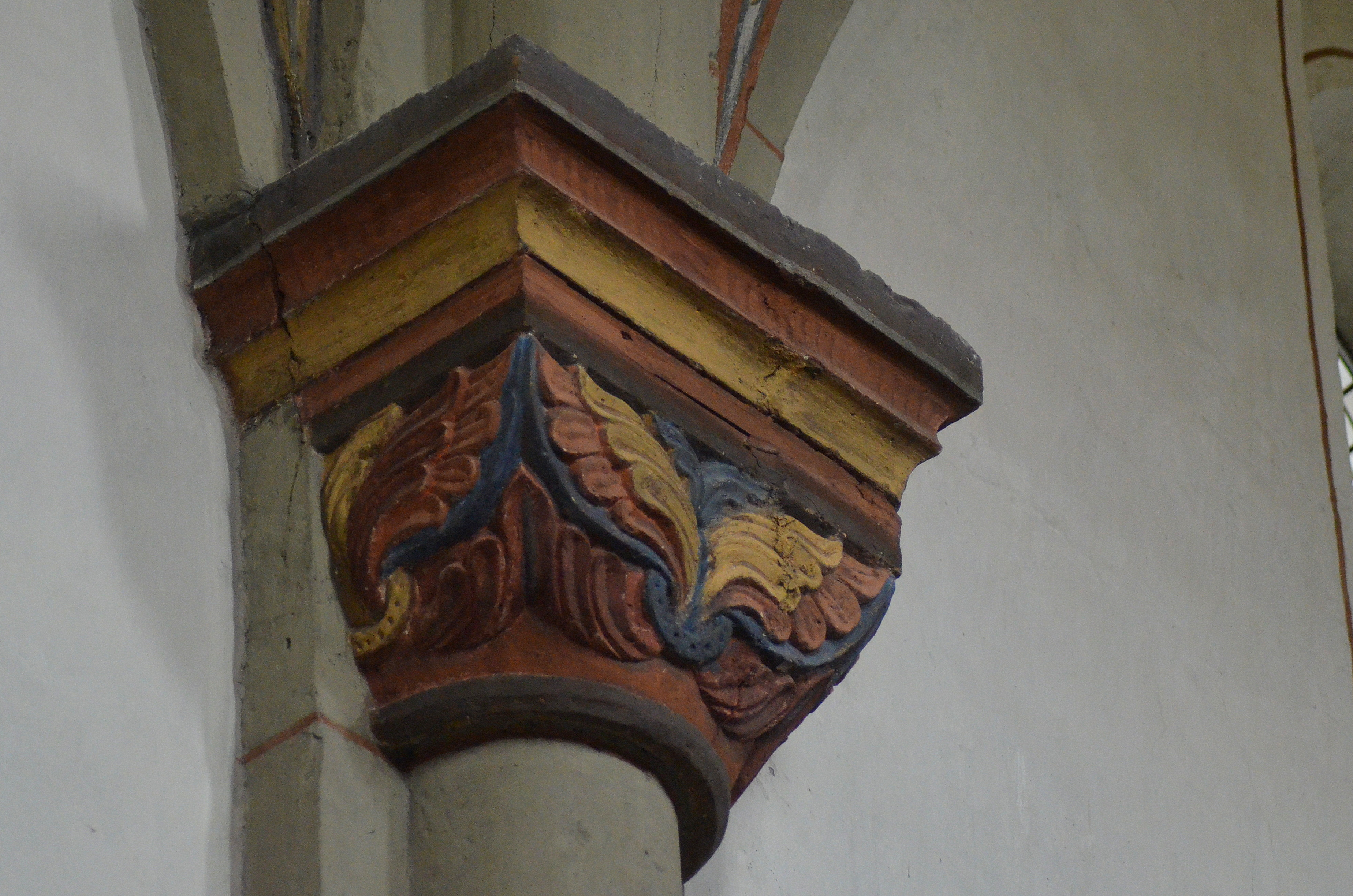
kapiteel met palmetten

De buitenmuren van de oude kerk hebben wit stucwerk. De gotische kapel, die op de plaats van de zuidelijke apsis werd gebouwd, heeft steunberen van vierkante blokken basaltlava. De muur van het koor heeft drie blindbogen die op lisenen rusten; in de barokke periode werd in het boogveld van de middelste blindboog een rondbogig venster ingebracht. De buitenste blindbogen hebben een klaverbladvorm. Ze tonen grote gelijkenis met die in het koor van de Sint-Kastorbasiliek in Koblenz, waar het klaverbladmotief voor het eerst in 1160 werden toegepast. Nog een klaverbladboog bevindt zich in het bovenste deel van de muur, waarin drie rondbogige nissen zijn aangebracht.
De lichtbeuk van het middenschip heeft vier rondbogige, paarsgewijs aangebrachte, vensters. In het zuidelijke zijschip wordt het romaanse ingangsportaal aangetroffen, dat door dubbele rondstaven wordt omlijst. Ter hoogte van de inpost bevinden zich geen kapitelen, maar vormen de rondstaven knopen. De eiken deur met ijzerbeslag is laatromaans. De barokke omlijsting van de deur dateert uit 1717, hetgeen eveneens geldt voor het inschrift Hingeht das Leben, herkombt der Tot, o Mensch thue recht vnd forchte Gott (Heen gaat het leven, de dood is aanstaande, o mens wees rechtschapen en vrees God).
Bij de kerk staat op het voormalige, door een muur van basalt omgeven, kerkhof nog een boetekruis uit de 16e eeuw.

### Interieur

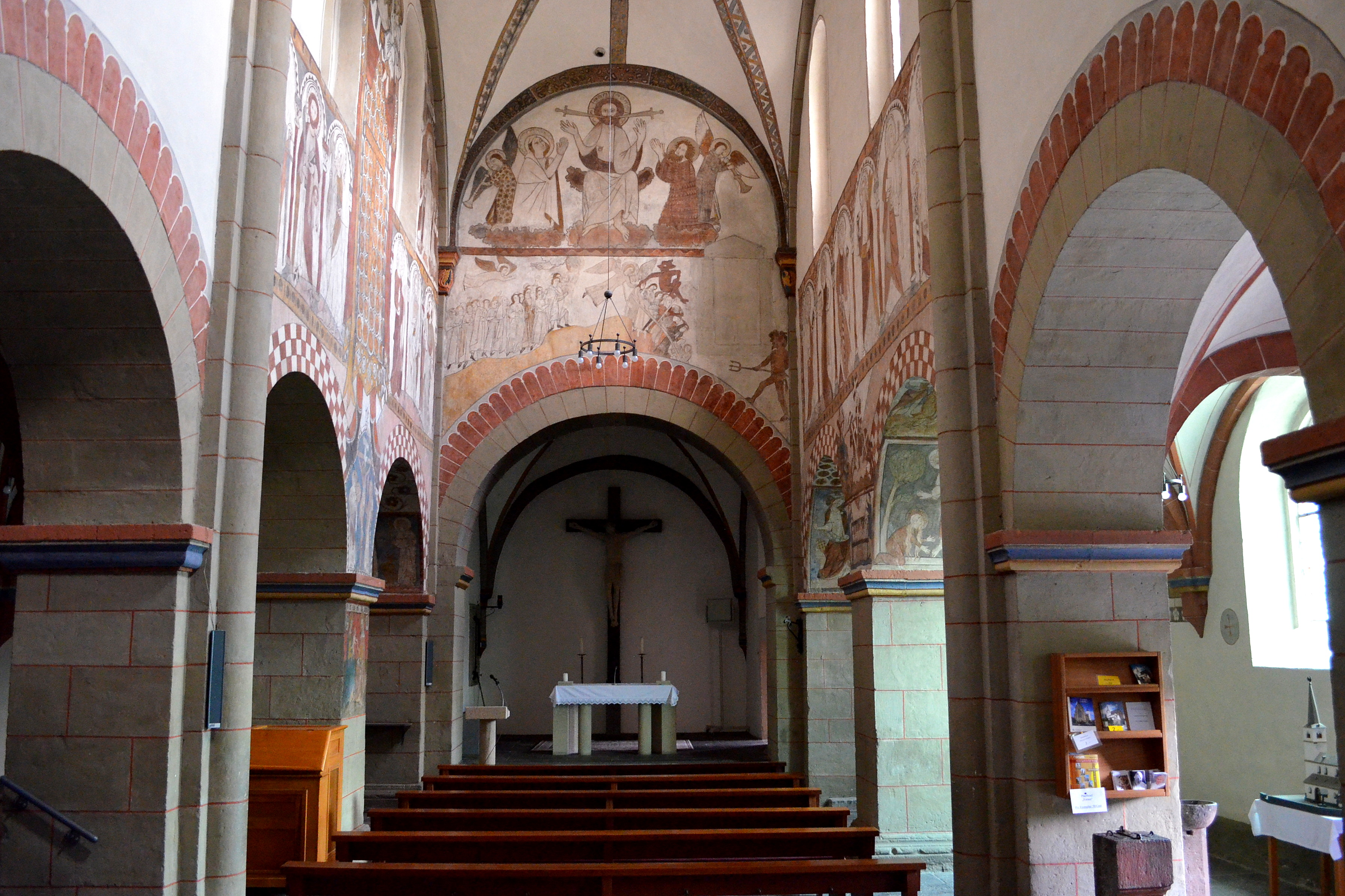
Overzicht interieur

De drieschepige kerk heeft een middenschip met twee traveeën met aan het oostelijke einde een rechthoekig koor. De zijschepen worden afgesloten door halfronde apsissen. De zuidelijk apsis werd in de 15e eeuw in een gotische kapel geïntegreerd. De zijschepen worden van het middenschip gescheiden door lage, op rechthoekige pijlers rustende rondbogen. De gordelbogen van de middenschiptraveeën rusten op halfzuilen met kapitelen die versierd zijn met palmetten. Zowel het koor als het middenschip worden door kruisgraatgewelven overspannen.
De gotische kapel bezit maaswerkvensters en een in de muur ingebouwde piscina. Op de sluitsteen van de gewelfribben en de op een door een engel gedragen console is het wapen van het gravenhuis Virneburg te zien.

## Muurschilderingen
De muurschilderingen werden in twee fasen aangebracht. De eerste fase dateert nog van voor 1200, dus kort na de voltooiing van het kerkgebouw. Het betreffen de lijdenswerktuigen van Christus in de velden van de gewelven: de lantaarn als symbool voor de gevangenname van Christus, de haan als het teken van de verloochening van Jezus door Petrus, de doornenkroon, de gesel, het kruis, de lans, de spons en de ladder. Een herinnering aan de kruistochten betreft de voorstelling van een ridder; het fresco wordt gedateerd op circa 1300. Daaronder bevindt zich een voorstelling van het martelaarschap van de heilige Laurentius, die, terwijl hij op een rooster worden gebraden, zijn handen opheft naar de hand van God. Op een arcade van de zuidelijke muur zit Maria op de troon, met een lelie en daarnaast het Jezuskind. Op de een andere arcade ziet men de scène noli me tangere, Maria Magdalena die voor Jezus op haar knieën ligt; Jezus wordt voorgesteld als een tuinman met een schep in Zijn hand. Daarboven is een scène van de doop van Jezus door Johannes de Doper met links van Jezus een engel en daarboven een reusachtige duif. De derde scène op de arcade toont de heilige Jacobus met pelgrimshoed en -staf naast een koning.
De tweede fase van de beschildering van de kerk begon in de tweede helft van de 13e eeuw. Uit deze tijd stammen het zes meter hoge figuur van de heilige Christoffel aan de noordelijke muur, de twaalf apostelen op beide zijden van het middenschip en de voorstelling van het Jongste Gericht boven de koorboog. Christus troont op een wolk, naast hem een knielende Maria en Johannes de Doper en twee engelen die op de trompet blazen. Daaronder worden de veroordeelden naar de hel gedreven, waar de duivel hen opwacht. De zaligen daarentegen lopen met gevouwen handen een heuvel op naar de hand van God.  De apostelen dragen een zwaard en/of een boek en een aantal dragen eveneens de folterwerktuigen van hun martelaarschap. Zo hebben Mattias de bijl, Johannes een olievat en Judas Taddeüs een knuppel in hun hand en Bartolomeüs zijn afgestroopte huid over zijn arm. In een scène in de lichtbeuk van de noordelijke muur is de heilige Jacobus met een grote Jacobsschelp op zijn borst afgebeeld, die de naast hem staande pelgrim kroont. De kruisigingsscène onder Sint-Christoffel stamt uit de eerste helft van de 14e eeuw. Links van het kruis ondersteunt Johannes Maria, rechts van het kruis is de heilige Cyriacus met stola en martelaarpalm afgebeeld. De voorstelling van Anna te Drieën gaat terug op het jaar 1470. In de noordelijke zijbeuk is een boog versierd met florale motieven. Een voorstelling toont de heilige Margaretha met boek, martelaarpalm en een draak. Naast haar staat nog een heilige. De lichtbeuk van het zuidelijke zijschip heeft nog een fresco van de heilige Nicolaas uit de 14e eeuw, die een vermoorde en vervolgens in een zoutvat gepekelde leerling weer tot leven wekt.

## Afbeeldingen fresco's

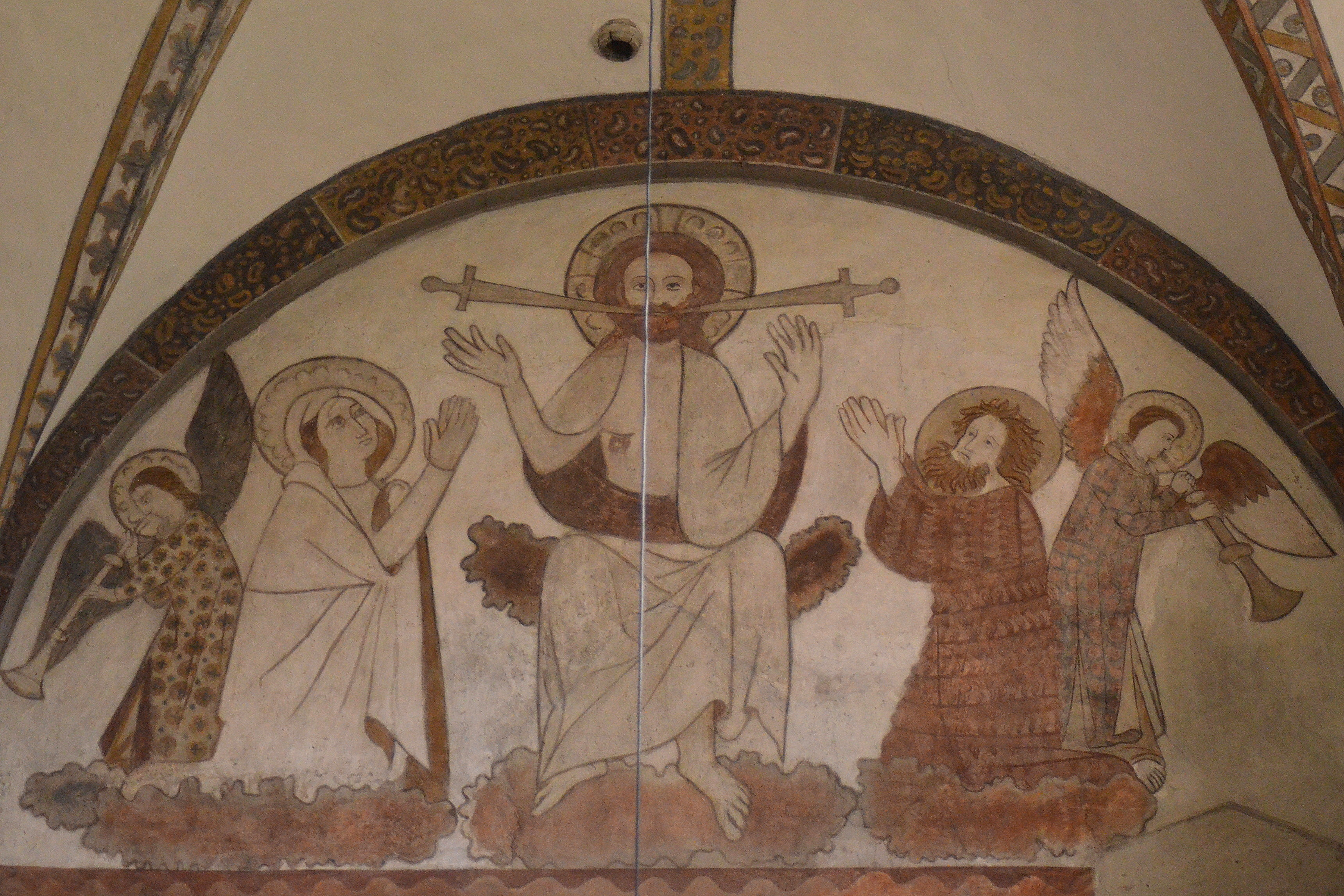
Jongste Gericht
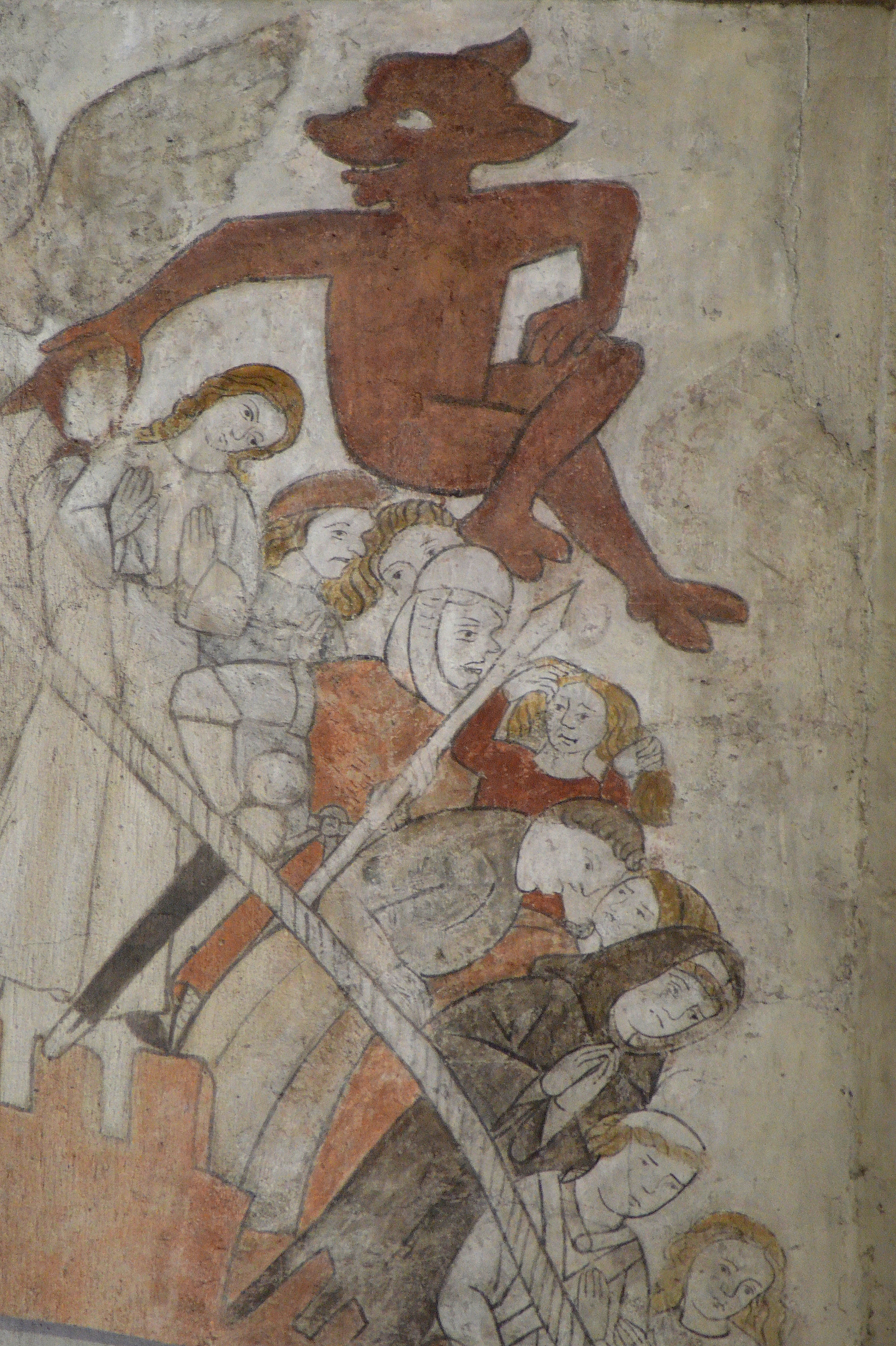
Detail Jongste Gericht
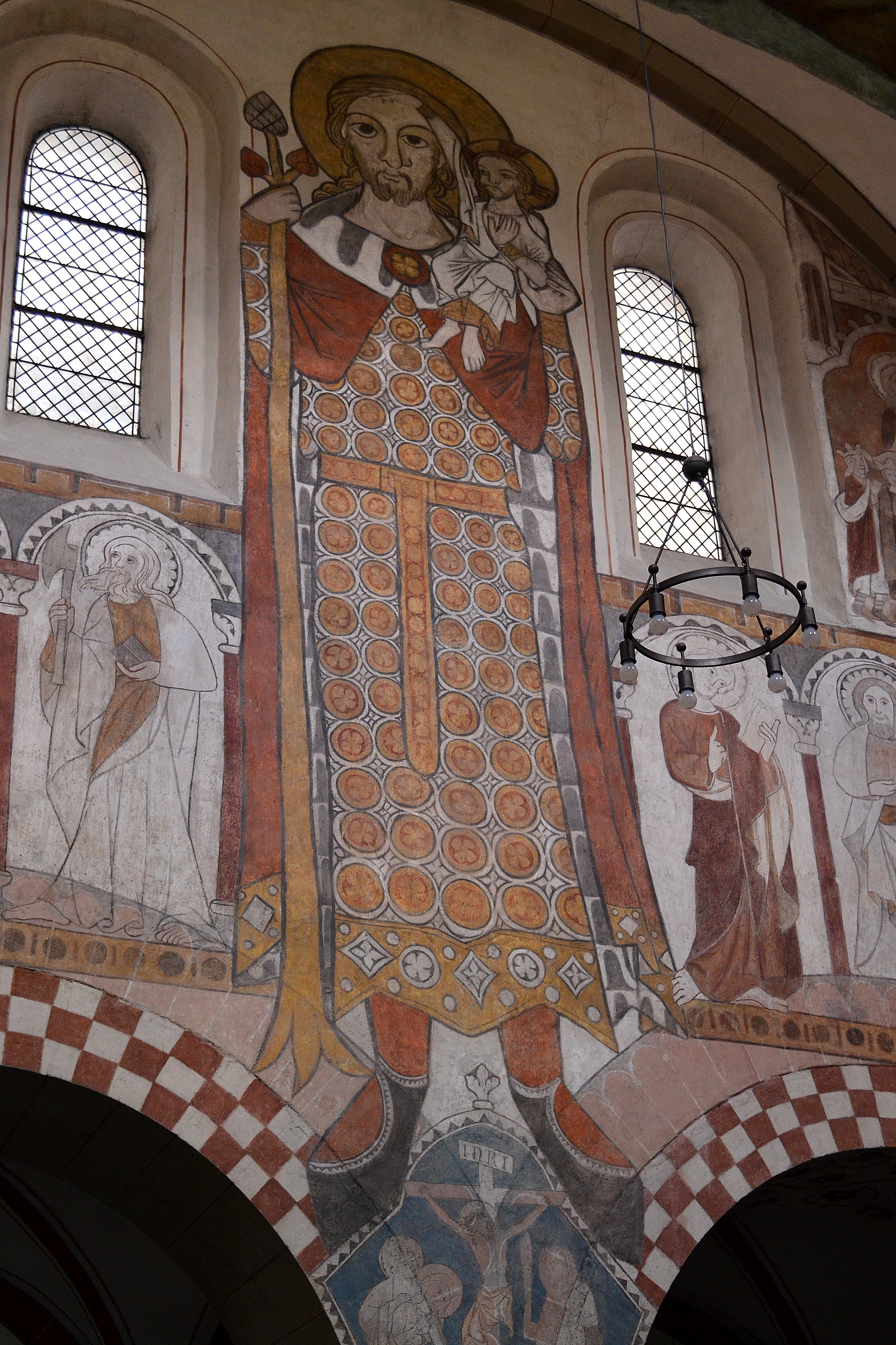
Sint-Christoffel
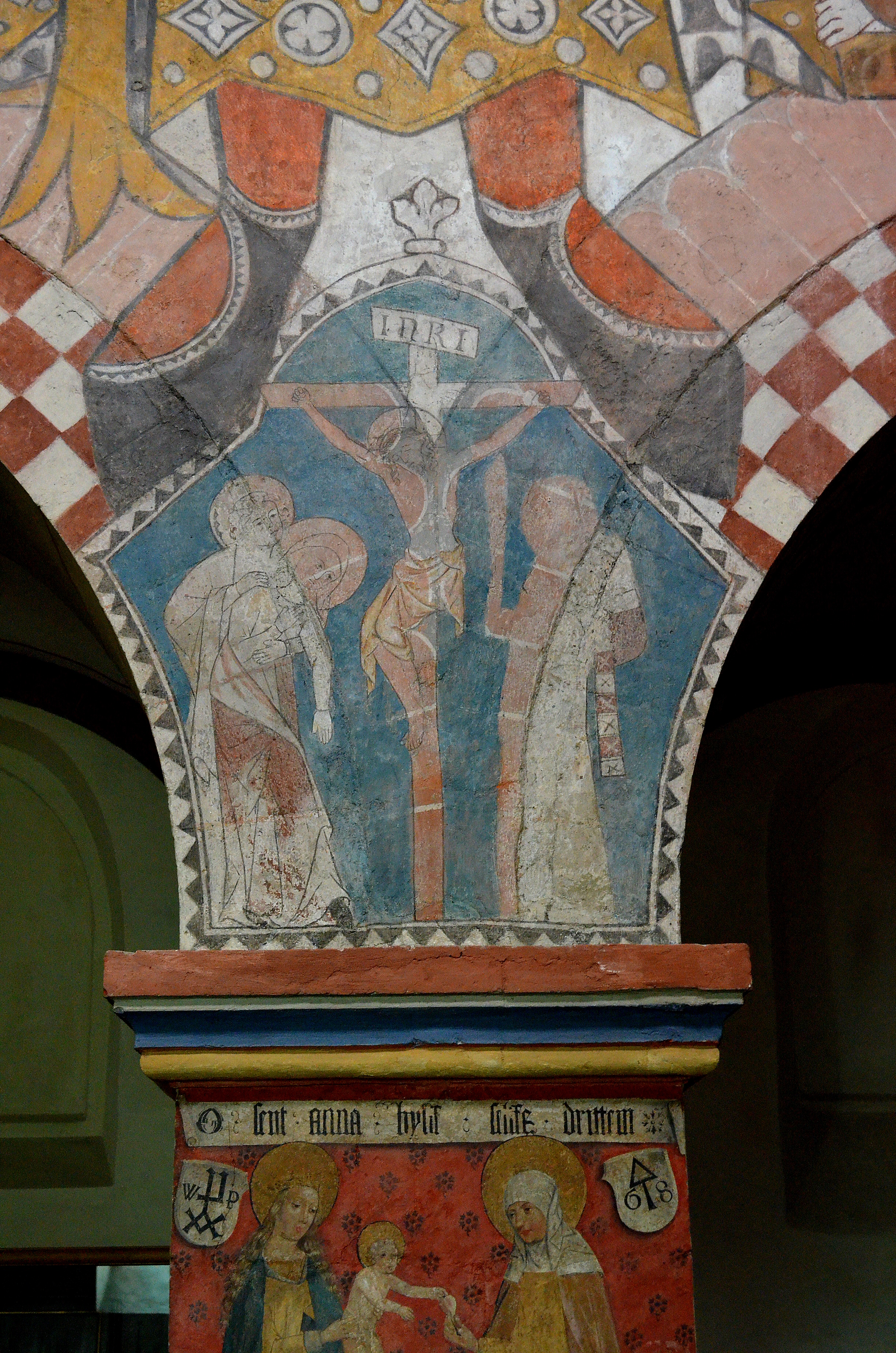
Kruisigingsscène
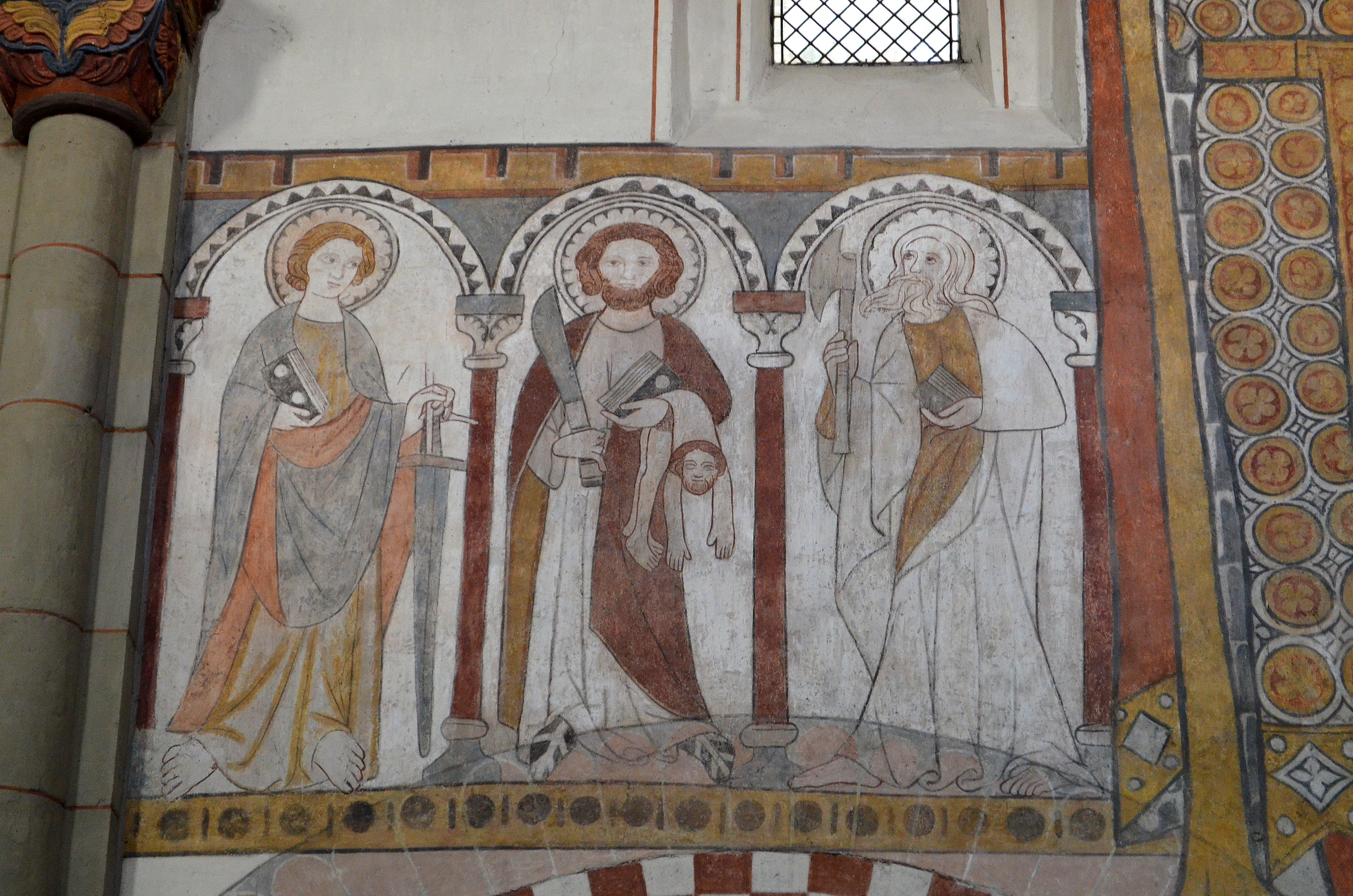
Apostelen
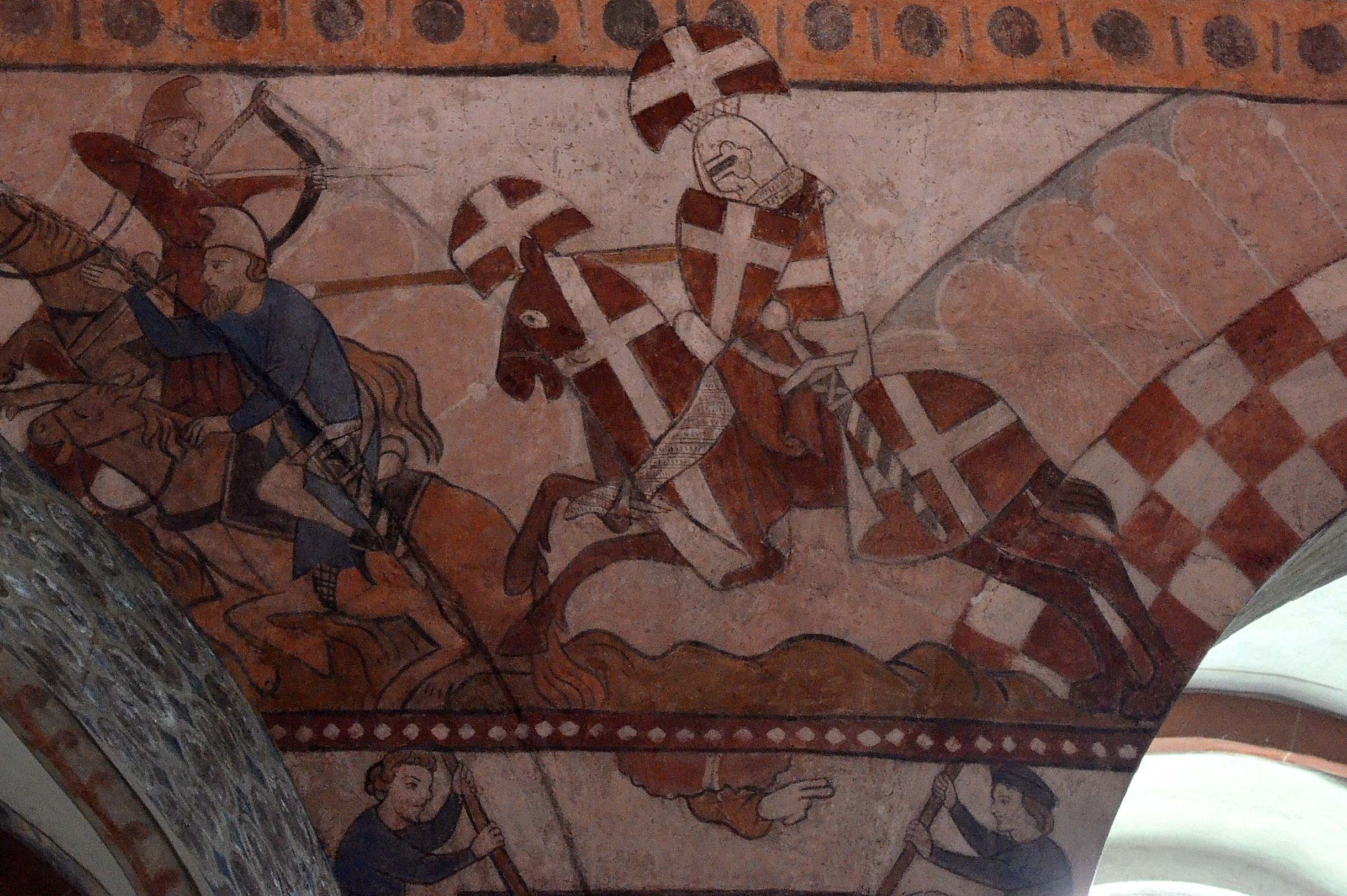
Kruisridder
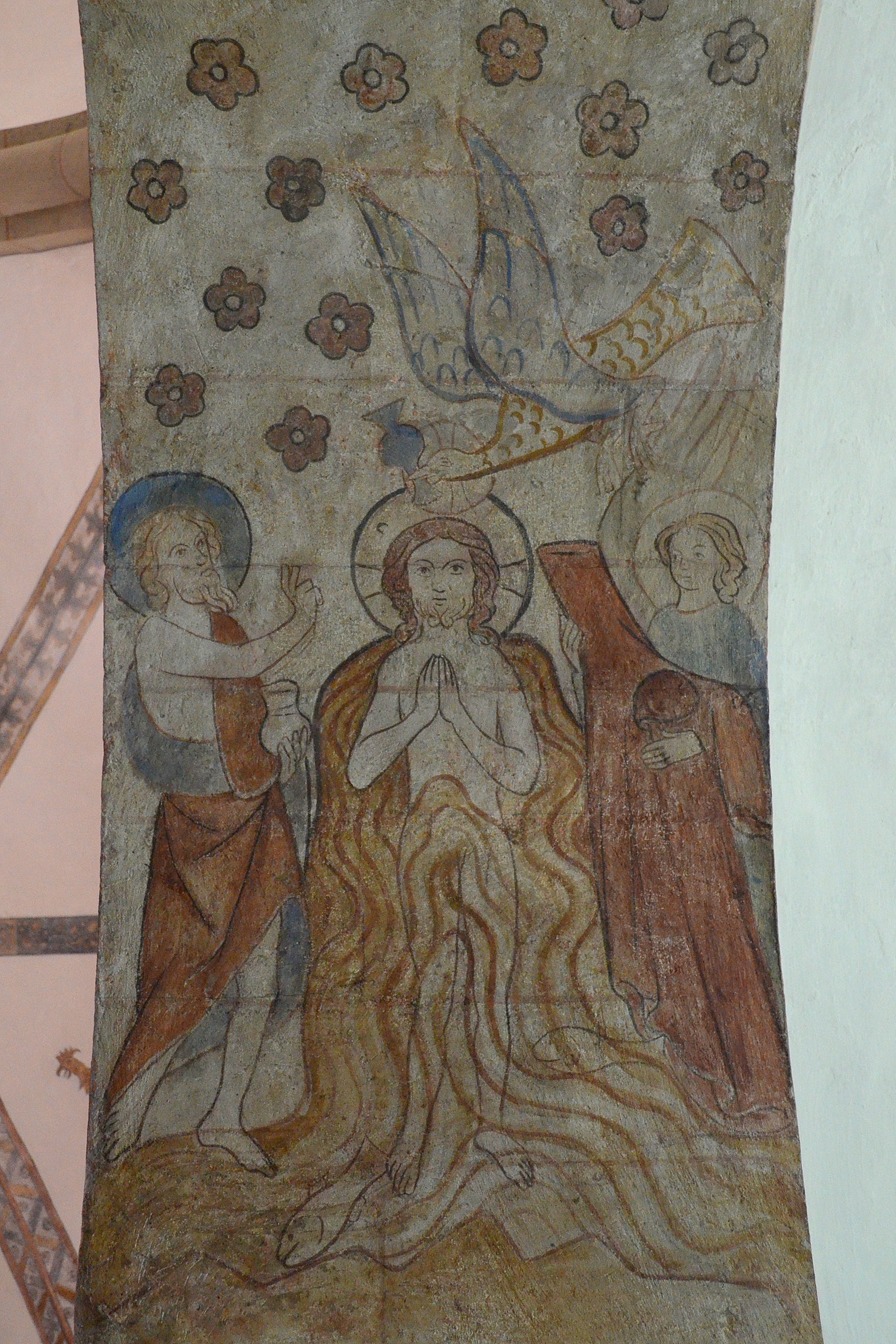
Doop van Christus
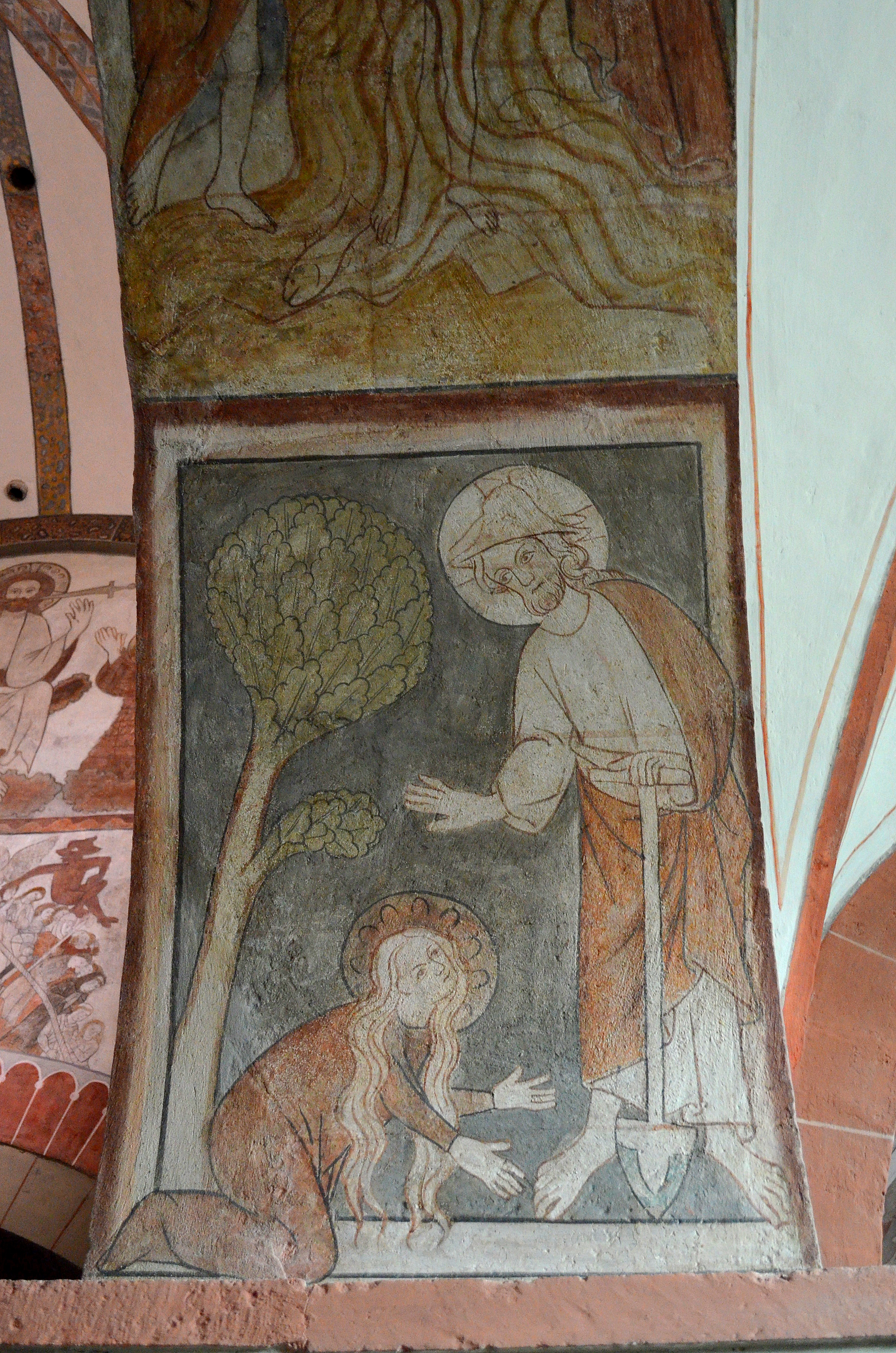
Noli me tangere (Maria Magdalena en Christus)
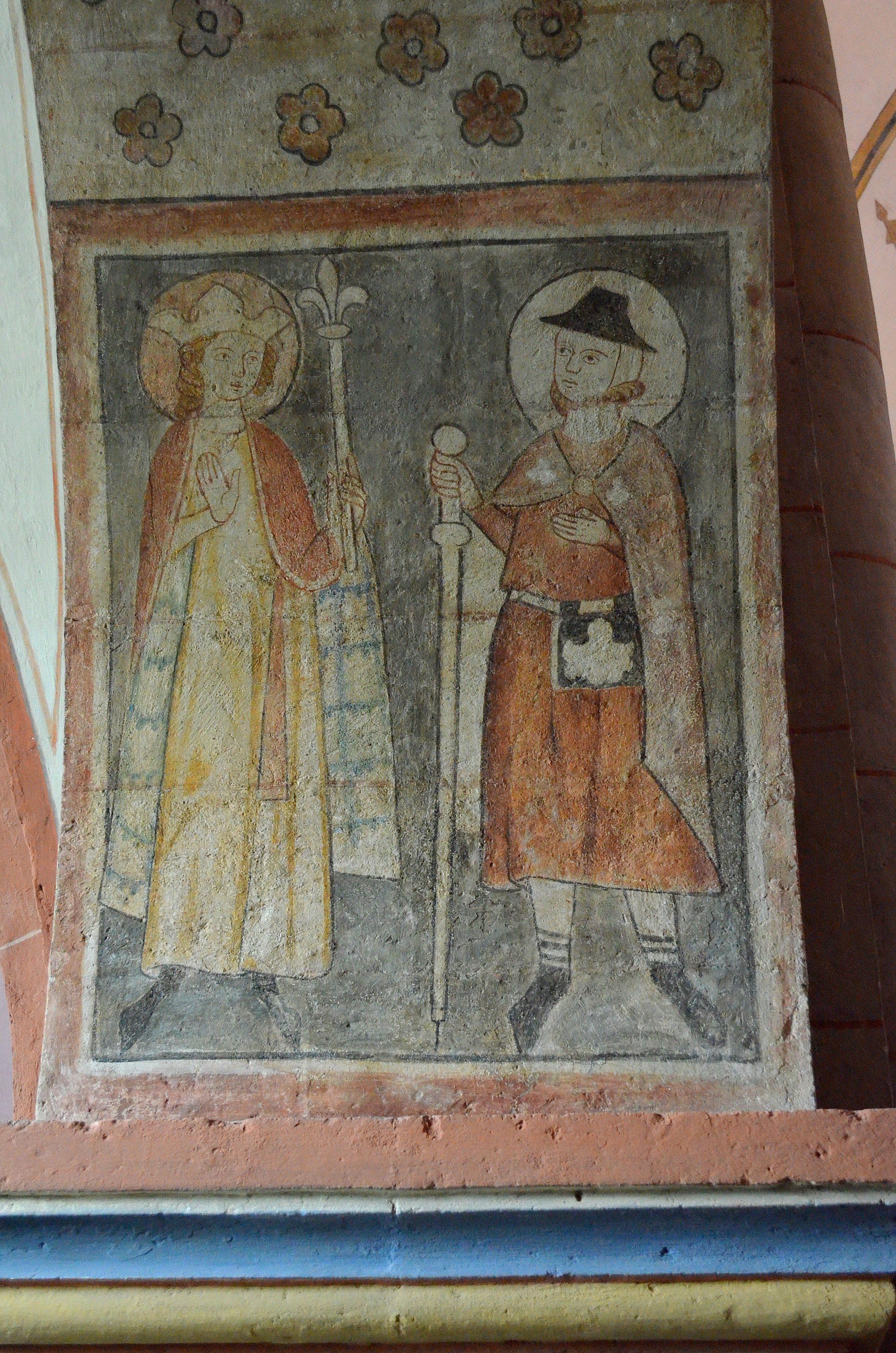
Fresco Sint-Jacobus en een koning

## Interieur
Het oude romaanse hoofdaltaar staat tegenwoordig in het zuidelijk zijschip opgesteld. De piëta op het altaar dateert uit het midden van de 18e eeuw. In de westelijke muur van het middenschip en in de vloer zijn meerdere epitafen van basaltlava uit de 17e en 18e eeuw ingemetseld.

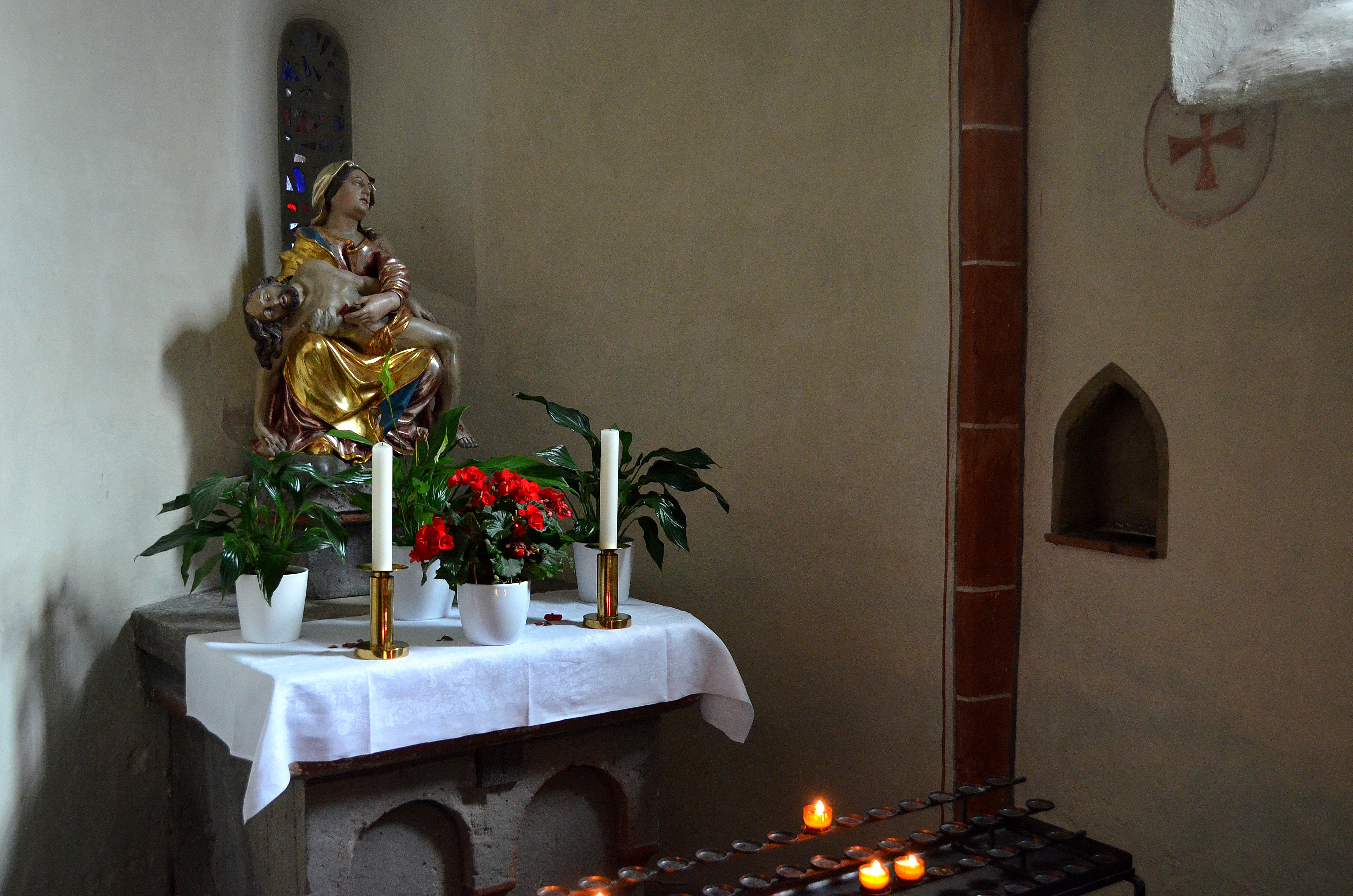
Vesperbeeld op het oude altaar
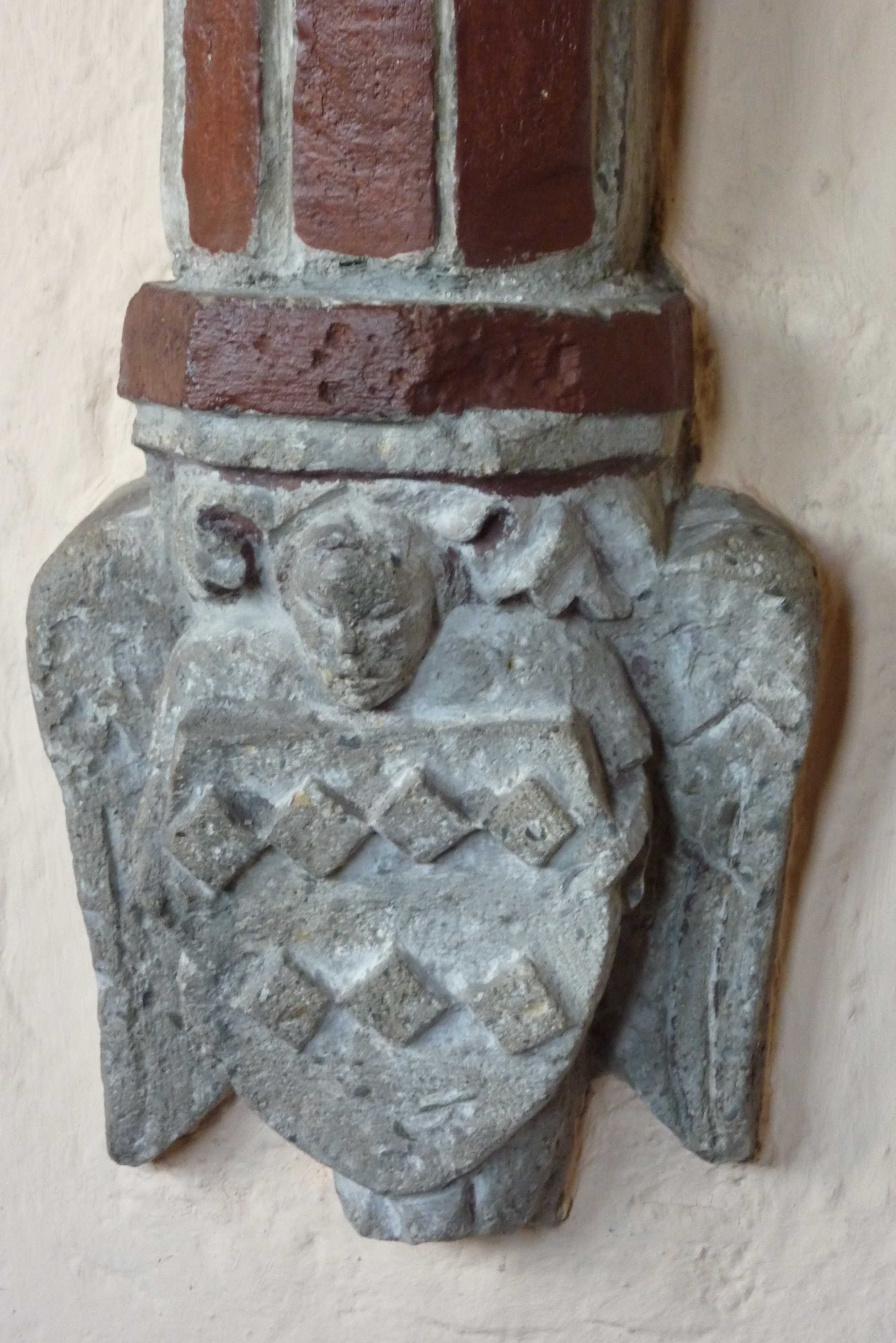
Console met wapen
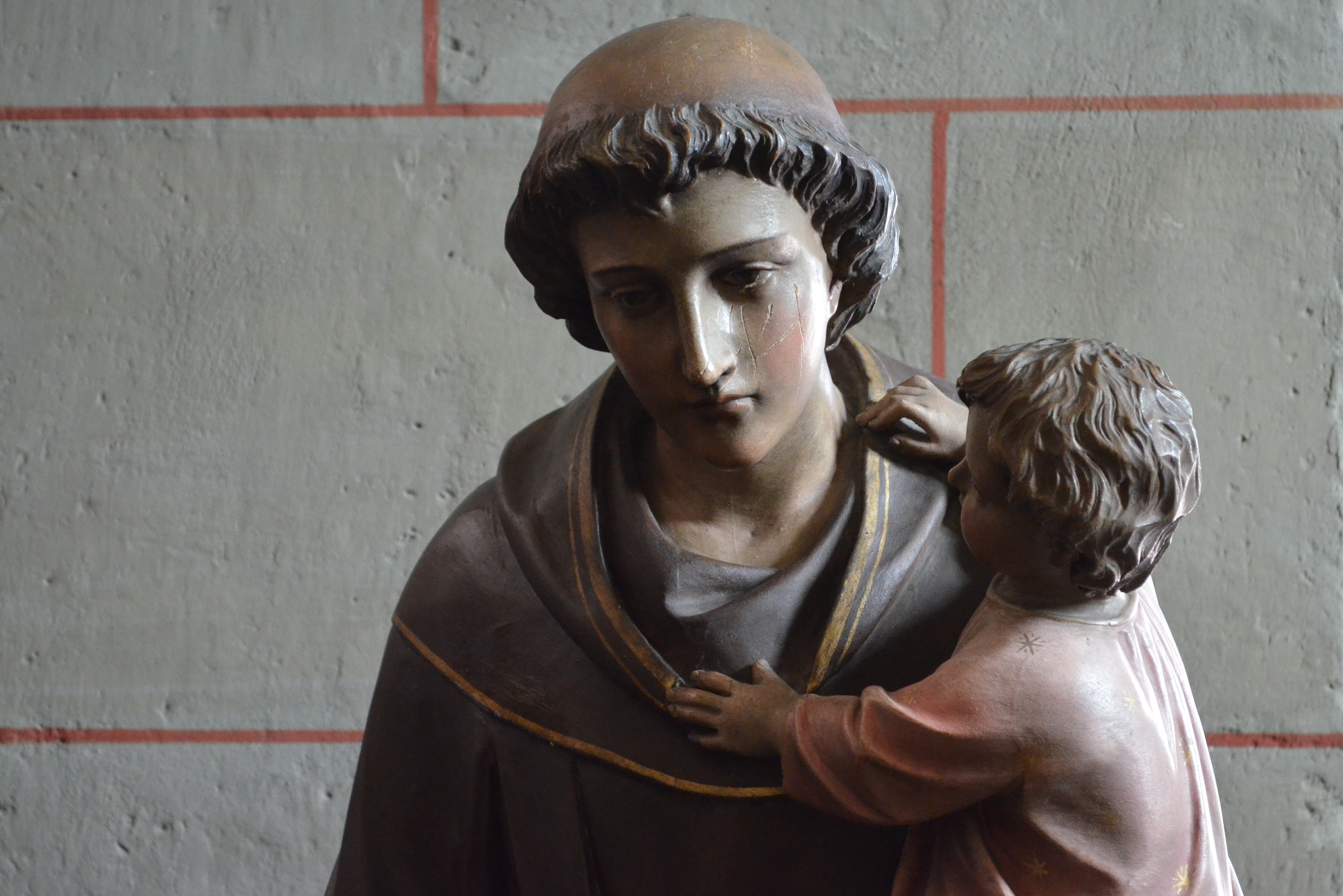
Beeld Sint-Anthonius